# Berührungsspannung
Die Berührungsspannung, auch Berührspannung, ist die elektrische Spannung zwischen leitfähigen Teilen, wenn diese gleichzeitig von einem Menschen oder einem Tier berührt werden. (Internationales Elektrotechnisches Wörterbuch – IEV 195-05-11) Sie ist gültig bei Stromfluss mit Haut- bzw. Körperwiderstand. Die berührten leitfähigen Teile können aktive Teile, Körper, fremde leitfähige Teile, Schutzleiter, Erdreich oder leitfähiger Fußboden sein. (Internationales Elektrotechnisches Wörterbuch – IEV 826-12-12)

## Allgemeines
Die Berührungsspannung bewirkt einen elektrischen Strom, den Berührstrom. Dementsprechend ist der Berührstrom definiert als „elektrischer Strom, der durch den Körper eines Menschen oder eines Tieres fließt, wenn dieser Körper ein oder mehrere berührbare Teile einer elektrischen Anlage oder eines elektrischen Betriebsmittels berührt“. (Internationales Elektrotechnisches Wörterbuch – IEV 195-05-21)
Obwohl für die Auswirkungen eines Stromunfalls die Stromstärke pro Fläche (Stromdichte) sowie deren Einwirkdauer verantwortlich ist, wird die Spannung als Gefahrenquelle angegeben, da sich die Stromstärke, die in den Körper gelangt, im einfachsten Fall aus dem Ohm'schen Gesetz und somit aus Spannung und Körperwiderstand berechnen lässt. Diese Durchströmung eines Menschen oder eines Tieres mit elektrischem Strom kann zu einem Stromunfall führen, der zu lebensbedrohlichen Verletzungen oder zum Tod führen kann.
Der Wert der wirksamen Berührungsspannung kann durch die Impedanz des mit den berührten leitfähigen Teilen in elektrischem Kontakt stehenden Menschen oder Tieres beeinflusst werden. Die Berührungsspannung ist ein Produkt aus dem Körperstrom und Körperimpedanz und somit von letzterer abhängig.(Internationales Elektrotechnisches Wörterbuch – IEV 195-05-11) Beispielsweise kann bei der Versorgung eines Computers durch ein schutzisoliertes Netzteil eine nennenswerte Spannung am Gehäuse gemessen werden, die jedoch bei Berührung auf einen ungefährlichen Wert einbricht und einen eventuell spürbaren, jedoch ungefährlichen Berührstrom bewirkt. (Falls der geringe Berührstrom als unangenehm empfunden wird, schafft die Verwendung eines Netzteils der Schutzklasse I Abhilfe, da dies den entsprechenden Strom über den Schutzleiter ableitet.)
Bei gesunden erwachsenen Menschen geht man mit dem Überschreiten der Kleinspannung ab 50 V Wechselspannung (AC) oder 120 V Gleichspannung (DC) von einer lebensbedrohlichen Situation aus. Unter anderem bei Kindern und größeren Nutztieren ist die Berührungsspannung nur auf maximal 25 V Wechselspannung oder 60 V Gleichspannung festgelegt, in Feuchtraum-Installationen teilweise sogar auf 12 V.
Bei feuchter oder nasser Haut, z. B. durch Schweiß oder mit Seife frisch gewaschene Hände, sinkt der Hautwiderstand ab.
Weiters sind die Werte der Berührungsspannung nicht gültig, wenn andere innere Körperteile wie zum Beispiel die Zunge den oder die beteiligten Leiter im Stromkreis berühren, da diese einen viel niedrigeren Widerstand aufweisen. In medizinisch genutzten Räumen ist die Grenze der Berührungsspannung auf eine Wechselspannung von 25 Veff und eine Gleichspannung von 60 V festgelegt.
Leitfähige Teile, die eine höhere Spannung als die Berührungsspannung führen, müssen gegen Berührung gesichert werden, d. h., sie dürfen mit dem genormten Prüffinger (Internationales Elektrotechnisches Wörterbuch – IEV 442-01-15) nicht berührt werden können. Dies wird entweder durch Basisisolierung oder durch Abdeckungen oder Umhüllungen erreicht, die mindestens der Schutzart IPXXB oder IP2X entsprechen. Sofern horizontale Oberflächen von Abdeckungen oder Umhüllungen leicht zugänglich sind, müssen diese der Schutzart IPXXD oder IP4X entsprechen.